# Bătrânul din Lună
Bătrânul din Lună este un roman pentru copii scris de Grace Lin. Cartea spune povestea unei fetițe pe nume Minli care locuiește împreună cu familia ei într-un sat de la poalele unui munte pe care nu crește fir de iarbă și nu poposește nicio viețuitoare. Dorindu-și foarte mult să își schimbe norocul, Minli pornește într-o călătorie până la Muntele Nesfarsit, călăuzită de către personaje de legendă, pentru a-l întâlni pe Bătrânul din Lună, care are răspunsuri la toate întrebările lumii.